# Trebeș, Bacău
Trebeș (în maghiară Terebes) este un sat în comuna Mărgineni din județul Bacău, Moldova, România.